# Ла-Гаріта-Кальдера
37°45′23″ пн. ш. 106°56′03″ зх. д. / 37.75639° пн. ш. 106.93417° зх. д.

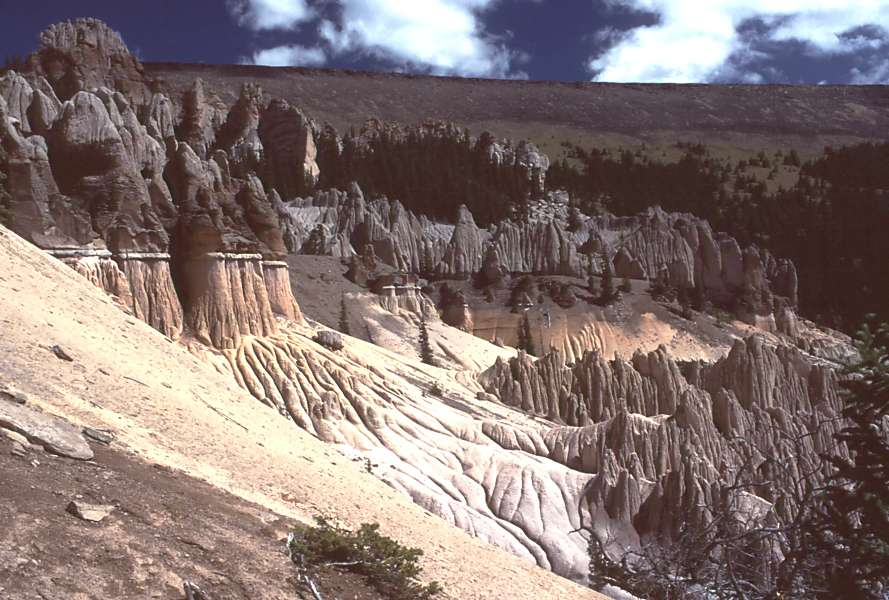
Вулканічний попіл формації Ла-Гаріта-Кальдера

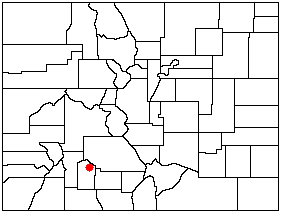
Розташування Ла-Гаріта-Кальдера на мапі Колорадо

Ла-Гаріта-Кальдера (англ. La Garita Caldera) — кальдера супервулкана на вулканічному полі Сан-Хуан в однойменних горах Сан-Хуан на південному заході штату Колорадо, США. Виверження цього вулкану, які відбувалися в олігоцені — одні з найпотужніших в історії Землі.